# Gallitzin
Gallitzin és una població dels Estats Units a l'estat de Pennsilvània. Segons el cens del 2000 tenia 1.756 habitants.

## Demografia
Segons el cens del 2000, Gallitzin tenia 1.756 habitants, 700 habitatges, i 476 famílies. La densitat de població era de 928,8 habitants per quilòmetre quadrat.
Dels 700 habitatges en un 30,1% hi vivien nens de menys de 18 anys, en un 50,7% hi vivien parelles casades, en un 12,3% dones solteres, i en un 31,9% no eren unitats familiars. En el 29% dels habitatges hi vivien persones soles el 15,7% de les quals corresponia a persones de 65 anys o més que vivien soles. El nombre mitjà de persones vivint en cada habitatge era de 2,51 i el nombre mitjà de persones que vivien en cada família era de 3,1.
Per edats la població es repartia de la següent manera: un 23,1% tenia menys de 18 anys, un 9,9% entre 18 i 24, un 28,6% entre 25 i 44, un 21,9% de 45 a 60 i un 16,6% 65 anys o més.
L'edat mediana era de 37 anys. Per cada 100 dones de 18 o més anys hi havia 87,4 homes.
La renda mediana per habitatge era de 32.386 $ i la renda mediana per família de 38.438 $. Els homes tenien una renda mediana de 29.022 $ mentre que les dones 19.550 $. La renda per capita de la població era de 14.216 $. Entorn del 7,2% de les famílies i el 10,2% de la població estaven per davall del llindar de pobresa.

## Poblacions més properes
El següent diagrama mostra les poblacions més properes.